# Heidi Klumová
Heidi Kaulitz (Klum),?, v letech 2009–2012 Samuel, (* 1. června 1973 Bergisch Gladbach, SRN) je německá topmodelka, herečka, moderátorka, módní návrhářka, televizní producentka a příležitostná zpěvačka. Spolupracuje se světoznámou módní značkou Victoria's Secret. Účinkovala také v pořadech Heidi Klum: svět modelingu a Německo hledá topmodelku.

## Životopis

### Začátky
K modelingu se dostala prostřednictvím rodiče, svého otce Günthera, který pracoval jako manažer v kosmetické firmě, a Erny, své kadeřnice. Ona sama uvádí, že ji přiměla kamarádka Karin, aby vyplnila přihlášku z magazínu a přihlásila se tak do soutěže „Modelka roku 1992“, jejíž vítězka se objeví ve známé německé talk show Gottschalk Late Night Show. Z 25 000 uchazeček vyhrála celou soutěž 29. dubna 1992 právě Klumová a byl ji nabídnut kontrakt ve výši 300 tisíc dolarů.. Na kontrakt reagovala o několik měsíců později po dokončení studia, kdy nenastoupila na studium módního návrhářství.

### Herectví a modeling
Dostala se na obálky předních módních časopisů včetně Vogue, ELLE nebo Marie Claire. Celosvětový úspěch zaznamenala, když se objevila na titulní stránce prestižního plavkového vydání Sports Illustrated Swimsuit Issue a následnou spoluprací s Victoria's Secret. Napsala předmluvu pro knihu o bodypaintingu a objevila se v reklamách pro McDonald's nebo H&M. V současné době dělá reklamu pro Jordache a Volkswagen.
Kromě modelingu se věnovala i herectví. Objevila se v televizních seriálech jako Sex ve městě, Jak jsem poznal vaši matku nebo Všichni startostovi muži. Zahrála si v několika filmech, například Dohola? nebo Perfect Stranger. Podílela se i na tvorbě úspěšného filmu Ďábel nosí Pradu.
V červenci 2007 ji časopis Forbes zařadil mezi patnáct nejbohatších supermodelek.

### Další projekty

#### Heidi Klum: svět modelingu

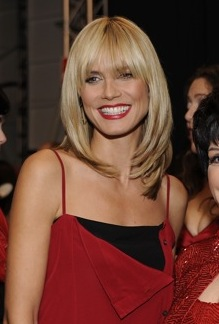
Heidi Klumová roce 2008

V prosinci 2004 se stala jedním z porotců v reality show Heidi Klum: svět modelingu, kterou vysílala americká televize Bravo, a ve které soutěžili mladí módní návrháři o zakázku. Díky roli porotkyně obdržela třikrát nominaci na cenu Emmy. V roce 2008 získala ocenění Peabody Awards, bylo to vůbec poprvé, co nějaká reality show získala ocenění. V roce 2013 získal cenu Emmy, společně s moderátorem Timem Gunnem v kategorii nejlepší moderátor reality-show.

#### Německo hledá topmodelku
Německo hledá topmodelku je německá reality show, kde mezi sebou soutěží dívky o smlouvu s modelingovou agenturou IMG. Heidi v ní účinkovala jako porotce.

#### Amerika má talent
V březnu 2013 se stala porotkyní americké reality show Amerika má talent. V porotě je po boku Howieho Mandela, Sofie Vergary a Simona Cowella.

### Návrhářství
Navrhla i vlastní kolekci oblečení, která se stala úspěšnou v Německu a objevila se v obchodním katalogu Otto. Má i vlastní kolekci bot, šperků a plavek. Na trh uvedla i dva parfémy, které dostaly název Heidi Klum a Me. V Německu po ní dokonce pojmenovali růži.

### Ostatní
V listopadu 2006 vydala svůj debutový singl Wonderland, který natočila pro účely charity a jako znělku pro seriál Douglas. V roce 2007 nazpívala se svým manželem Sealem duet Wedding Day na jeho desku System.

## Osobní život
V roce 1997 se provdala za Rica Pipina, se kterým se v roce 2002 rozvedla. Po rozvodu žila nějaký čas s frontmanem kapely Red Hot Chili Peppers Anthony Kiedisem, později s Flaviem Briatore, se kterým se během těhotenství rozešla.
Před narozením dcery Helene se na počátku roku 2004 seznámila se zpěvákem Sealem, za kterého se 10. května 2005 provdala na pláži v Mexiku, a kterému porodila dva syny, Henryho (* 2005) a Johana (* 2006) a dceru Lou (* 2009). Dne 22. ledna 2012 pár oficiálně oznámil rozchod. Dne 6. dubna 2012 podala žádost o rozvod. Její advokátka je její kamarádka Laura Wasser. Dvojice se rozvedla 14. října 2015.
Od února 2012 do roku 2014 chodila se svým bodyguardem Martinem Kristenem. Od roku 2014 do roku 2017 chodila s kurátorem umění Vitem Schnabelem.
V roce 2019 se provdala za člena kapely Tokio Hotel Toma Kaulitze.